# Alessandro Striggio
Alessandro Striggio, född cirka 1536/1537, död den 29 februari 1592, var en italiensk kompositör, musiker och diplomat under renässansen. Han komponerade flera madrigaler och tidiga operor. Hans son, som också hette Alessandro Striggio, skrev librettot till Monteverdi's Orfeus.